# Saint-Martial-de-Vitaterne
Saint-Martial-de-Vitaterne là một xã trong tỉnh Charente-Maritime trong vùng Nouvelle-Aquitaine, tây nam nước Pháp. Xã Saint-Martial-de-Vitaterne nằm ở khu vực có độ cao từ 39-87 mét trên mực nước biển.

## Lịch sử biến động dân số
| Năm  | Dân số | Mật độ  | Phần trăm của tổng |
| ---- | ------ | ------- | ------------------ |
| 1962 | 183    | -       | -                  |
| 1968 | 200    | -       | -                  |
| 1975 | 442    | -       | -                  |
| 1982 | 503    | -       | -                  |
| 1990 | 419    | -       | -                  |
| 1999 | 358    | 128/km² | 3.58%              |